# Масмута (салат)
Масмута, варений салат (араб. سلطة مسموطة) — страва арабської кухні, салат з варених інгредієнтів.

## Інгредієнти
Готується на основі варених інгредієнтів. Складається переважно з картоплі, моркви, гороху, зеленого гарбуза та буряка за вибором. Подається з хлібом.

## Приготування
Для приготування потрібно 2 моркви, 2 картоплини, табіл (туніська спеція), 2 пучки петрушки, ½ склянки гороху, сіль і перець за смаком, оливкової олії, приблизно 1-2 столових ложки.
Нарізать кубиками картоплі та моркву. Помістити в горщик, накрити водою і кип’ятити близько 10-15 хвилин. Додати горох і варити ще 3-4 хвилини, поки не будуть готові всі овочі. Змішати в мисці з іншими інгредієнтами, полити оливковою олією. Подавати свіжим, теплим.